# Macronema tremenda
Macronema tremenda är en nattsländeart som beskrevs av Lazar Botosaneanu 1980. Macronema tremenda ingår i släktet Macronema och familjen ryssjenattsländor. Inga underarter finns listade i Catalogue of Life.